# Lucio de Castro
Lucio de Castro es un historiador y periodista que actualmente trabaja en los canales ESPN. De forma esporádica publica opiniones y reportajes en su blog, en la web de la ESPN. Es hijo del también periodista Marcos de Castro.

## Vida
Lúcio de Castro nació en la ciudad de Río de Janeiro y antes de convertirse en periodista se formó en historia. Comenzó su carrera periodística en el año 2000, en el periódico del Commercio. Luego fue al Periódico de Brasil, donde trabajó junto con su padre.
Antes de llegar a los canales ESPN trabajó como reportero en el periódico O Globo, Rede Globo y el canal de la Globosat, SporTV.

## Premios
Por sus trabajos periodísticos recibió varios premios.
- 2003 - Premio Embratel, en asociación con Fellipe Awi, con la serie  Nos porões do futebol.
- 2006 - Premio Embratel, con la serie Os passos da paixão en la categoría Reportaje Deportivo.
- 2008 - Premio Derechos Humanos MJDH/OAB.
- 2008 - Premio Ibero-Americano (UNICEF-EFE).
- 2008 - Premio de la Fundación Nuevo Periodismo, fundada por Gabriel García Márquez.
- 2009 - Premio Anamatra de Derechos Humanos, para el SporTV en la categoría Prensa, con el reportaje Escravos do século XXI.
- 2010 - Premio Derechos Humanos MJDH/OAB.
- 2010 - Premio Ibero-Americano (UNICEF-EFE).
- 2010 - Premio de la Fundación Nuevo Periodismo, fundada por Gabriel García Márquez.
- 2012 - Premio Periodista Vladimir Herzog.
- 2013 - Cinefoot, con el episodio Chile, de la serie Memórias do Chumbo - o futebol nos tempos do Condor.
- 2013 - Premio de la Fundación Nuevo Periodismo, fundada por Gabriel García Márquez, por la serie Memórias do Chumbo - o futebol nos tempos do Condor, en la categoría Cobertura de Noticias.